# Sri Chaitanya Saraswat Math
El Sri Chaitania Saraswat Math es una organización religiosa india establecida en 1941 en la localidad de Nabadwip (Bengala Occidental) por el sabio sanyasi Bhakti Raksak Srídhar Maharash (1895-1988).
Sridhar Gosuami fue el discípulo más destacado de Bhaktisiddhanta Sárasuati (1874-1937), quien promulgó en toda la India las enseñanzas del religioso bengalí Cheitania Majaprabú (1486-1533). 
El Chaitanya Saraswat Math comenzó como una choza de paja en las orillas del río Ganges. Desde principios de los años ochenta en adelante (inmediatamente después de la muerte de Bhaktivedanta Swami [1896-1977], fundador del movimiento Hare Krishna), empezó a recibir una afluencia de los discípulos occidentales de Bhaktivedanta, que acudían a escuchar las enseñanzas de Srídhar Maharásh acerca del bhakti (devoción al dios Krisná) y a ser reiniciados por él.
En la actualidad, este Math es la sede de una organización internacional con más de 100 filiales o áshrams asociados, y centros en todo el mundo. 
Luego de la muerte de BR Sridhar Majarásh, su sucesor designado fue Bhakti Sundar Govinda Maharásh (1929-2010). Y quien posteriormente, dejara a Bhakti Nirmal Acharyya Maharaja  Bhakti Nirmal Acharya Maharásh a cargo de su misión, su templo y sus devotos, tal como es declarado en su testamento, así como en múltiples declaraciones durante sus últimos días de vida.